# Biardy
Biardy – wieś w Polsce położona w województwie lubelskim, w powiecie łukowskim, w gminie Łuków. Leży wzdłuż drogi krajowej nr 63.
Pod względem fizycznogeograficznym znajduje się na pograniczu Wysoczyzny Siedleckiej i Równiny Łukowskiej (w większej części), przy linii zasięgu zlodowacenia warciańskiego.
Wieś stanowi sołectwo w gminie Łuków. Według Narodowego Spisu Powszechnego z roku 2011 wieś liczyła 359 mieszkańców.
Biardy mają zabudowę dość skupioną, która na południowo-wschodniej granicy wsi łączy się z częściami dwóch sąsiednich miejscowości. Są to: położona wzdłuż tej samej szosy, ale w innym województwie, część wsi Nowe Okniny, oraz  przysiółek Kolonia Gręzówka, który należy do większej miejscowości, a zarazem obrębu ewidencyjnego, o nazwie Gręzówka-Kolonia.
Mieszkańcy uczestniczą w nabożeństwach w kaplicy pw. Miłosierdzia Bożego, wybudowanej własnym wysiłkiem, która jest kaplicą dojazdową rzymskokatolickiej Parafii Przemienienia Pańskiego w Łukowie
W Biardach funkcjonuje jednostka Ochotniczej Straży Pożarnej. W centrum miejscowości znajduje się także ośrodek gastronomiczno-hotelowo-rekreacyjny „Miód Lawenda”.
W XVIII wieku była to wieś królewska w dzierżawie gręzowskiej w ziemi łukowskiej województwa lubelskiego.
W latach 1975–1998 miejscowość administracyjnie należała do województwa siedleckiego.